# Lythrypnus nesiotes
Lythrypnus nesiotes és una espècie de peix de la família dels gòbids i de l'ordre dels perciformes.

## Morfologia
Els mascles poden assolir els 2 cm de longitud total.

## Distribució geogràfica
Es troba des del sud de Florida (Estats Units) i les Bahames fins al nord de Sud-amèrica.